# ژان فرانسوا دووان
ژان فرانسوا دووان (به فرانسوی: Jean-François Dauven) نویسنده قرن بیستم میلادی اهل بلژیک است.